# Camponotus propinquellus
Camponotus propinquellus är en myrart som beskrevs av Carlo Emery 1920. Camponotus propinquellus ingår i släktet hästmyror, och familjen myror. Inga underarter finns listade.